# Supercoupe de Gambie féminine de football
La supercoupe de Gambie féminine de football ou GFF Women's Super Cup est une compétition annuelle gambienne de football féminin organisée par la Fédération de Gambie de football, opposant sur un match unique le champion de Gambie au vainqueur de la coupe de Gambie.

## Histoire
La première supercoupe féminine de Gambie est organisée en 2005.

## Palmarès
| Année | Vainqueur     | Score | Finaliste           |
| ----- | ------------- | ----- | ------------------- |
| 2005  | Company Ten   | 3-1   | Red Scorpions       |
| 2015  | Red Scorpions | 2-0   | Interior FC         |
| 2016  | Interior FC   | bat   | Gambia Armed Forces |
| 2017  | Interior FC   | 4-0   | Immigration FC      |
| 2018  | Interior FC   | bat   | Red Scorpions       |
| 2019  | Red Scorpions | 2-0   | Interior FC         |